# 戀愛研究所
《戀愛研究所》又譯「戀愛研究室」、「戀愛實驗室」是由宮原琉璃所繪製的日本四格漫畫作品。作品的商標上同時併記英文表記「LOVE LAB」。
於《Manga Home》（芳文社）的2006年11月號至2010年9月號連載。也於同出版社的《Comic Yell!》（《Manga Time Kirara Carat》増刊）的Vol.1（2007年5月發售號）客座刊載後、從Vol.6（2008年5月發售号）連載至Vol.12（2009年5月發售号），後因該誌休刊，移籍至《Manga Time Special》，並於2009年10月號起連載（2010年2 - 3月号休載、同4月号 - 8月号隔月連載、同10月号開始每月連載）至2019年12月號，其後於同誌2020年4月號至7月號進行了外傳的短期連載。另外，也曾於《Manga Time Original》《Manga Time》客座刊載，也曾刊於《Manga Time Collection》，在《Manga Home》的連載結束後，也曾在2010年10月号、11月号以「特別篇」的形式刊載。另外，在《Manga Home》自 2013年1月號開集中連載（除同年5月號為一般的四格漫以外，皆採故事形式）。作者的另一個作品《みそララ》共享世界觀，登場人物有關聯性。
單行本共發行15卷，2009年12月23日由Frontier Works發售廣播劇CD，2012年11月發表電視動畫化。2013年7月至9月於每日放送《Animeism》等電視台播映。

## 概要
一般被稱為是「大小姐學校」的名校「私立藤崎女子中学」（略称：藤女）的學生會執行部，因為會長的意向而有時會做「戀愛的研究」。隨後被稱為『戀愛實驗室』（原文標題ラボ(lab)=laboratory），以漫畫的形式描繪「愛上戀愛的少女們」的學生會成員，進行戀愛研究以及他們實踐的樣子。
於兩本雜誌同時連載時、『Manga Home』與『Comic YELL!』（→『Manga Time Special』）有各自的故事中心，因此有不同的主題、前者以學生會成員之間的互動為中心的「研究篇」。後者以リコ上的補習班的學生為中心，男女戀愛喜劇的要素相當強，被稱為「實踐篇」。『Special』單獨連載后，有一段時間前半為「研究篇」、後半為「實踐篇」的形態，現在兩個故事線正在整合。
雖然本傳大致上為四格漫的形式、也有「特別篇」等採用故事形式的例外。

## 登場人物
※聲優表記為 廣播劇CD / 電視動畫。只寫一個人時表示只有電視動畫聲優。

### 學生會執行部成員
仓桥莉子（配音：釘宮理惠 / 沼倉愛美）：通稱「莉子」
二年級生。學生會會長輔佐。4月3日生。身高155cm。血型O型。座右銘為「有志竟成（なせばなる）!」。
畢業於公立小學。在充滿怪人的學生會執行部是最能被稱為常識人的人。小學五年級以前與男生們混在一起，是足球社的成員等，運動神經出群。另一面，雖然中學考上藤女，卻相當不擅長讀書。特別是她的數學能力，爛到計算時會用手指數數，令人絕望。性格上有點男性化固執、愛面子又不服輸、再加上她不喜歡辜負他人的期待。被其他女學生仰慕，在背後稱為「野性的你（日语：ワイルドの君）」這個給「男性角色」的綽號，本人並不知情。其實本人並非喜歡自己的野性性格，在校內收到（由女同學寫的）匿名情書後受到打擊，正在把自己的短髮留長，也在每回故事不斷地更換发饰。對於上述給她的印象（特別是被稱為「野性的你」）雖然最初本人全不知情，但在她終於知道以後受到非常大的衝擊，有一段時間常以「高髻」頭的髮型登場。
在目擊學生會長真木所稱的「戀愛的練習」（抱著抱枕練習親吻）與其相識，以「只要掛上『會長輔佐』的名目就好，什麼都不必做」的條件成為學生會成員。雖然被真木等其他的學生會成員認為是「搶手且戀愛經驗豐富」，實際上卻因為男性化的性格，一直毫無戀愛經驗，只好給予成員們自己想像出來的建言，因為有著這樣愛面子的一面，而常有把自己逼得跳牆的展開，時常被已經看穿的沙依欺負。這個祕密也偶然地被真木知道，莉子道歉並被其他成員接受。
少女莉子
知道自己被稱為「野性的你」等等，自己被當成男性角色以後受到衝擊後，故意演出來的偽少女。別名「柔性的你」。登場時，因為突然的易容，違和感實在太重，而讓沙依感到惡寒。因為口氣及舉止都是模仿（在恋愛研究中暴走的）真木，對真木而言可說是自己的鏡像般的客觀，並且又是被強迫觀看的，所以給真木相當大的衝擊。舉起手的時候不會施力，以軟趴趴的狀態輕喊一些擬態音等等，是與「少女」形象無緣的莉子自己理想化下的行動。
被由真木扮演的真木雄的超甜台詞說愛後，受到挫折而一度封印。但聽到單戀的南中學的凪野智史（通稱：凪）說「清純舉止的真木」後解除了封印，再度見到凪後反而被他說「完全不適」「跟內在一樣表現的像個男生吧」，把對方打扁之後變回了原樣。
其後，接受真木的舉止指導後，與他校的交流會中不再是扮演「偽少女」，而是扮演「清純的中學生」。
真木夏绪（配音：堀江由衣 / 赤崎千夏）：通稱「真木」
二年級生（與莉子不同班）。學生會會長。8月23日生。身高154cm。血型B型。座右銘為「敢為邁往」。
原為副会長，因榎放棄職務而昇格。自藤女幼稚園起一直直升的大小姐。小學時就已經擔任兒童會會長。雖然完全沒有美術天分，二年級時拿到全校第一名，學業優秀而深受教師信賴，清秀的容貌及優雅的舉止，被其他的學生尊稱為「（藤女的公主大人）」。髪型為黑長直，自從在莉子的調查中發現這點最受男生歡迎後，一直將此視為表現的重點。禮貌是從小受祖母及叔母嚴格管教而成，就連吃西式點心時也一直都用容易塌陷的法式千層酥来鍛鍊。
但實際上其實有些天然呆，本人也有自覺，對於自己被認為很優秀而感到很高興。因為無戀愛經驗，對於戀愛的妄想特別激烈，因此學生會活動因為她的意向而在一般業務外，還加上「戀愛研究」及「戀愛練習」。因為對戀愛的想法非常獨特，時常朝向非常不可思議的方向進行，而每次都會被莉子吐槽。另外，為了防止真木本人的形象破滅，又或者因為校規「禁止與異性交際」，這些行為被保密不被教師和其他學生知道。
此處的「恋愛研究」係指，諸如「漫画或電視劇常見的與男性相遇的方法」、「不小心失去意識時，被男性『公主抱』的練習」，又或者是「利用學生會的權限，禁止其他學生進入後院，然後進行『掉下手帕，並與幫忙撿起來的男性認識』的練習」等等。甚至使用學生會預算，以「文化祭用」的名目購買戀愛研究用的學生服及各種服裝。雖然有這樣的一面，對於戀愛以外的事物都會非常冷静，正確地下判斷。
因為「不知道如何拜託他人」，有著什麼東西都會（想）自己來的性格，在莉子加入前學生會的各項業務實際上都是由她一個人執行。另外，自小學時代開始就不擅長與他人構築友誼關係。
興奮時會省略說話的主語，可能因解讀方式不同而產生相當令人害羞的內容。
知名內衣品牌「True Tree（「真木」的直译）公司」的大小姐，因為某些理由，不能在她面前提到有關內睡衣的話題。
真木真木雄
真木穿學生服戴學生帽的男裝角色。真木將自身的妄想具現化、完美的演出自己理想中的男性形象「王子大人」。從沙依提供的知識誕生。雖然一對一地幫不善讀書的莉子家教，似乎不合莉子的興趣。但在另一方面，卻獲得了喜歡此類型的榎本及鈴的好評。因為校內傳出有美少年幽靈出沒的謠言，被莉子命令「禁止男装」。
雖承如上述所言應是被封印的存在，似乎由於真木本人相當中意，此後仍時常登場。有時作為封印少女莉子的王牌，有時扮演沙依的男友的替身登場。扮演沙依的男友時，真木會將自己的長髮藏在短髮假髮下，以這樣的進化形登場。此後更有真木用手將自己的頭髮上提的暫時演出用簡易版，此後可以做到「瞬間變身」。

棚桥铃音（配音：新谷良子 / 水瀨祈）：通称「鈴」
一年級生。學生會書記。1月6日生。身高138cm。血型A型。座右銘「一日一歩」。
西瓜頭的眼鏡娘，同時是個天然的冒失娘。原本在學生會的存在感相當薄弱，因為總沒看到身影下完成工作，而被莉子稱為「妖精」、後來意外得知真木他們的「恋愛研究」。被真木拜為「學冒失的師父」後開始相當活躍。
性格單純，相當內向，特別不擅長應付男性。當被注視著時會變得相當恐慌。非常憧憬莉子，把莉子的外號「野性的你」簡稱成「野人」，但在莉子面前會稱呼莉子為「莉子學姐」。有著某次被球擊中頭部後昏倒，然後被五個人搬運的經驗。對自己的體重與體型相當在意，因此當提到有關這方面的話題時，整個人會變成自嘲的角色。與後述的桃因為體型梗而意氣相投。
善於製作吐槽紙扇。哥哥是在『みそララ』登場的棚橋裕也。跟哥哥一樣是個輕微的怪人，且有相當的天然呆。雖不及哥哥的戀妹情節，作中有一些讓人認為有戀兄情節的描寫。なお兄の他には結婚した姉・牧野紘佳がいるが、もともとスズが生徒会書記に立候補したのは「これまで心配してくれた姉を安心させたい」思いからであった。雖然學業成績是全年級第一，但是不擅長體育。從中學才開始進入藤女，學費有一半是哥哥出的。

榎本结子（配音：廣橋涼 / 佐倉綾音）：通稱「榎」
三年級生。學生會副会長。10月9日生。身高152cm。血型A型。座右銘「不要為了吃東西而生存，要為了生存而吃東西」。
從藤女幼稚園直升上來的。外貌、學歷、人望全都「普普通通」的人物。魅力點是「像甜點一樣」鬆軟誘人的髮型。眉毛比起其他人要來的濃密是其特徵。原本是學生會長，因當時的副會長真木一個人把工作全做完而無事可做，嫉妒真木的能力及人氣而放棄職務。與前會計的沙依合作，計劃「在『學生會及各委員會委員集會』上揭露學生會的『恋愛研究』，把真木踢下台並讓自己回歸」，在作戰失敗而陷入絕境時，受莉子幫助並和解。之後改以副會長的身份回到學生會。責任感強且非常努力，也很擅長照顧他人。因為常陷入負面思考，容易變的情緒化（很常哭），容易被周遭人誤會。相當有幹勁的時候習慣把頭髮綁起來。隨然嘴上看不起「恋愛研究」，對戀愛的思考與真木等級差不多，內心裡非常有興趣。被看到這個樣子的莉子說：「其實感情很好吧」。
理想的男性類型為、像真木所演的「真木真木雄（マキマキオ）」一般的王子角色、和他（她）直接面對面的時候會變成傲嬌的性格。鈴音也喜歡這類型的男生，兩人興趣相同。
可能因為是生長在富裕的家庭中、有典型的大小姐氣質。叔叔是電視台的製作人，透過他參與製作的紀錄片節目，得以知道真木家的秘密。不擅長的事情是坐車，很快就會暈車。只是不知何故在自家的小巴士卻是沒事的。而暈車這件事變成和某個人物認識的一個契機。

水嶋沙依理（配音：渡邊明乃 / 大地葉）：通称「沙依」
三年級生（與榎同班）。學生會會計。2月4日生。身高165cm。血型AB型。座右銘為「嘲笑一塊錢的人將會為一塊錢而哭泣（一銭を笑うものは一銭に泣く）」。
戴著奇特的白色正方形的粗框眼鏡，這副眼鏡其實是小學時期起的摯友小榎所贈，作为兩人友情的證明。正方形的眼鏡送去調整，並戴上普通的眼鏡時，除了莉子及真木，連友人的小榎也嚇了一跳。
平時冷靜沉著，但看到錢會失去理性，被真木注意到後曾一度被禁止進出學生會。為了計算錢的數字，數學的成績為全學年第一。身高為學生會中最高的，把鈴音視為「沒有胸部的同志」。學生會成員中唯一有男朋友的，對戀愛相當坦然，與男友半年見一次面（但是會互相傳簡訊聯絡）。雖陪榎本打算將學生會的秘密曝光，卻在真的快曝光、莉子辯解時幫忙附和，讓戀愛研究最後沒真的洩漏出去。榎本復職時順便一起回歸會計的職務。
經常用微溫的目光觀察其他學生會成員。腦筋轉動的速度很快。髮型是模仿某部国民人氣漫画登場的女主角的黑長直、理由據說是「從年幼的時候就看這部漫畫長大的人，都絕對會認為這種髮型最可愛」。和榎本是青梅竹馬關係，小學四年級的時候，因為家裡經濟的問題轉學到公立學校，後來又通過考試重新進入藤女就讀。很了解其他學生會成員的弱點，經常淡似若無地戲弄她們。。天生具有敏銳洞察力，很早就發現莉子對於戀愛其實是初學者這一事實。因此屢次吐槽莉子，目的是為了給莉子開口說出「自己不擅長戀愛」真相的契機。弱点是男友以及铃音（因為铃音和她的男友很像）。此外也不擅長應付少女莉子。若把眼鏡摘下，把頭髮放下來會變成毫無個性的角色，被莉子稱說「眼鏡才是本體」。特技是「聲音模仿」。

### 南中的人物
就讀公立中学「南中學」的男學生。其中凪及樣是莉子考試時就讀的補習班「要君塾」的學生。
凪野智史（配音：水島大宙）：通称「凪」
莉子的青梅竹馬，2年級生。以前被莉子以「智」稱呼。補習班的普通班學生。曾在足球社與莉子為隊友，於小三時轉學。之後有一段時間沒與莉子見面。曾向莉子告白並慘遭拒絕。莉子連同被告白的事完全忘了他。數年後再會時，因為莉子完全忘了自己而生氣鬧彆扭。莉子再次來到補習班，成為同班同學，但是關係依舊笨拙。但是，莉子繼續把依序對於他的想法弄強烈，用交流會的他說法自覺「喜歡」的這種心情。
童年有著像女孩子那般可愛的臉，現在笑的時候也還是保有以前的樣子。而朋友樣也知道他喜歡莉子。
最初並不認識真木，但有聽說真木是「藤女第一的美少女」的傳聞。之後，在補習班和真木見面，但是具有「非常可愛，但是非常變化」的這種印象。到目前為止的人生因為娃娃臉而不被當成男生。
池泽雅臣（配音：松岡禎丞）：通稱「樣」
戴著眼鏡的冷靜二年級生。凪的朋友。學生會副會長。毒舌。
户田悠：通称「悠」
南中學生會會長。3年生。初登場於第4卷，但姓名與長相並未公開。
工藤智也
可能是二年級生，南中學學生會書記。

### 新聞同好会
把沙依當作宿敵看待的藤女學生2人組。经常窥探学生会的秘密情况来制作大新闻。原本是「新聞社」，對當時身為會計的沙依提出增加社團經費要求後被拒絕，當天就被降級為同好會，社團活動室也被沒收，后来借用广播部的活动室，甚至学生会的仓库作为活动部室使用。在去年的夏季新聞大賽得獎，冬季落选。第二年（現在）因為降級為同好會沒有參加競賽的資格，而夏緒向大会事務局提交了请求允许新闻同好会的参加，而获得特别许可参加，以故事发生的事件作为参赛题材赢得比赛。
與學生會從敵對關係逐漸轉變成協力關係，並提案製作「地下新聞」來做為學生會設置的意見箱之中學生們的問題（主要是跟戀愛關係有關的）的回答手段。在這個「地下新聞」的試作原稿的標題中，「戀愛研究所（恋愛ラボ）」這詞語在作品中第一次登場。
莉子的朋友、原新聞社的社員美花加入之後，變成三人一起行動。
南桃香（配音：秋奈）：通稱「桃」
3年級。總是帶著微笑、很冷靜，但也有腹黑的一面。與沙依是公立小學時的同班同學。在同好会中擔任記事執筆。興趣是寫自創小說，在新聞中以小說的型式將學生會有了結論的「戀愛研究成果」介紹給大家。另一方面，繪畫程度與真木一樣拙劣。
市川奈奈（配音：日高里菜）：通稱「奈奈」
2年級。有著褐色肌膚與短髮，長得像男孩子的女孩子。與活潑開朗的外表相反，學年中跑步跑得最慢，運動神經遲鈍、同じタイプのスズとのやりとりは「モタモタ選手権」と称されるほど。聲音很大，不會看氣氛的粗心性格、總是被桃斥責。一直認為大賽落選的緣故都是因為自己的能力不足、リベンジのため再度「部」への昇格を目論んでいる。（同好会格下げの原因である）サヨを宿敵と言って憚らないが、当のサヨ本人にはなぜ宿敵なのかが不明である。同好会中負責拍照攝影、曾經用數位相機拍到沙依與男朋友見面的場景，並被教師發現，引發很大的騷動。
讓莉子知道自己被稱為「野性的你」的人。
桐山美花（配音：諏訪彩花）：通称「美花」
連載初期以「莉子加入学生会前的好友」的身份登場。作中では長らく名前が判明しておらず、4卷でようやく通称が示され、在8卷時才判明全名。リコに負けず劣らずお嬢様学校の生徒らしくない砕けた性格で、リコの非モテぶりもよく知っている。作者コメントによれば「友達に対する独占欲が薄い、サバサバした性格」。習い事が長く続かない飽きっぽい性分で、親から「藤女では部活動をすること」を厳命されたため「楽をしよう」と新聞部に入部。同好会降格時点で「部じゃないから」と退部するが、裏新聞を製作する同好会を手伝うこととなりモモ・ナナと行動を共にすることが多くなった。なお同好会では小学校時代に通っていた絵画教室での経験を生かして新聞のデザインを担当する他「リコの過去を教える」などしている模様。本心かどうかは不明だがリコに対し「ナギが好みのタイプ」と発言したこともある。描写は少ないが、與莉子、真木同様在「要君塾」補習。

### 『みそララ』客串人物
棚桥裕也（配音：內山昂輝）
鈴的哥哥（片親違い）。作中では彼女から話される性癖などの点において、使榎的哥哥（後述）和莉子一樣從各種方面吐槽。
4卷收錄的「スズの幼少時の回想」曾經扮演鈴在「となりのトロロさん」中喜歡的角色「犬バス」。
棚桥紘佳（配音：早見沙織）
鈴的姐姐（裕也とは違う方の片親違い）。在這部作品初登場時為上記的回想話語。妹バカを発揮する兄に呆れ返るも、最後は兄と共同で妹を喜ばせようとする。
学校行事の際は兄とともに藤女に押しかけることが多い。なおこの兄姉は「スズが交流会に参加する」と聞き「緊張のあまりに、転んでもいいように」と心配し、ある漢字一文字入りの短パンを履かせている。
麦田美苑、米原梨绘
2卷收錄的「リコとマキのショッピング」で彼女たちの会話を立ち聞きし「最近の中学生はスゴい…」と衝撃を受けている、チョイ役で登場。この他、「リコが想像する『合コン』の図」にも彼女たちが登場している。
なお美苑はその後藤女100周年記念冊子の制作を請け負い、取材に訪れる。恋愛研究のことを知り同調してくれるが、同時に自身の恋愛体験の経緯を逆に取材されることに。

### 學生會成員的家族
仓桥莲太郎（配音：寺崎裕香）通称「蓮」
莉子的弟弟，小学6年級。與總是被拒絕的姊姊形成對比，雖是小學生卻非常受異性歡迎。可能是因為身邊有個自大、男性化的姊姊，對女性不抱持任何幻想，但在真木來家裡玩時一見鍾情。藤女主辦的活動「觀星會」因為「小学生以下的弟妹亦可參加」，而在強求成功後参加（本來的目的是想見到真木），被姊姊戲稱「Stardust・蓮」，真木也跟著叫而讓本人受到衝擊。
每次與鈴見到面總會講一些傷到鈴的話，但儘管如此，在觀星會鈴被奈奈偷拍時挺身而出，之後兩人漸漸親近。
莉子的雙親
莉子的雙親都在補習班篇登場過。母親倉橋由美子（くらはし ゆみこ，配音：龟井芳子）對男性化的莉子相當頭痛，並期待她在進入大小姐學校的藤女後改變。看穿莉子不受男性歡迎。因為考試成績很爛而要求莉子再去讀「いりきみ塾」。
父親（配音：㭴井笙人）名不詳。雖然只露個臉而不常出現，被蓮問到「我們家的男性容易禿頭嗎」時，曾相當動搖。
真木的父亲（配音：楠大典）
內衣製造商「True Tree社」社長。一代で会社を築き上げ、「私のカラダは內睡衣でできている」と豪語する程、內睡衣には思い入れがあるらしい。在小榎的叔父擔當製作人所參與製作的記錄片節目中，演唱與女性內衣有關的主題曲。さらにマキが年頃になった際に開發的自社製品First Bra以「夏緒」的直譯「Summer Ribbon」命名。真木把這件事稱為「我家的黑歷史」，而小榎與沙依則會以這件事情調侃真木。
マキの家庭教師が結婚で辞めるのを機に、塾に通わせようとする。もともと「男子がいるからダメ」と彼女を塾に行かせることは反対だったが、マキの姉のある一言が原因で態度を一変する。
真木夏帆（配音：福原綾香）
真木的姐姐，藤女高校生徒。經由高中内的非公式選美活動「藤姫」所選出的美女，也是妹妹暱稱的由来。在夏緒的書房看到「恋愛研究筆記」之後，擔心「妹妹『對戀愛的憧憬』完全朝古怪的方向膨脹。這樣子會被花言巧語的男人欺騙…」。在這之後、妹から「恋愛研究」についての話を全て聞き出し、リコのこれまでのアドバイスについては「至極まとも」と指摘している。
與妹妹同樣，被True Tree社以名字的直譯「サマーカイト」為青少年泳裝品牌命名。長相目前不詳。
榎哥哥（配音：杉田智和）
年齡比妹妹結子年長10歳。在被沙依以「沒工作的米蟲」戲稱時，榎會以「正在尋找自我」幫忙解套。被妹妹稱呼為「哥哥大人」，而自己也會以此稱謂自稱。沉迷於網路遊戲，想要的東西是「高性能的PC」。「好きな女の子の椅子のにおいを嗅いだことがある」とエノを失望させ、「パンチラに遭遇すると神を信じるようになり、女の子が天使に見える」「スパッツの空気読めなさにはガッカリする」などとエノに語っていたりする。エノの幼少時は何かといじめていた過去があり、その時の弁明は「自分は俺様ドS系がカッコイイと思っていた。でも俺は本来はMなんだよな、優しくするっていうか下僕になる勢いで」などと熱く語り、エノに「兄様はもうダメかもしれない」とまで言われてしまった。本編よりも、單行本収録の「おまけ」に登場する機会が多い。また、エノの会話を通して、彼のフェティズムや発言等が生徒会メンバーに伝わっており、それを聞いたメンバー、主にリコからダメ兄の烙印を押されてしまっている。
現在的長相不明、5卷收錄的「特別篇」有當時中學2年級時的樣貌。與妹妹同様有濃厚的眉毛。
莉子的祖父
莉子父方的祖父。故人。在Manga Time 2013年7月号掲載的特別編登場。
小学校時代にはよく家に遊びに行っており、近くにある藤女へ通学する女子生徒を見ては「眼福眼福」とうなるなど、被莉子稱為「愛すべきエロじじい」的存在。「斯德哥爾摩症候群」の意味を教えてもらうなど、リコの語彙が増えていった理由でもある。
しかし病に倒れ、彼の言葉で余命が長くないことを悟ったリコは「藤女を目指す」決意をする。

### 其他
山崎佑（配音：村瀨步）通称「佑」
沙依的男友。在沙依轉學到公立小學的時候成為同班同學。在學校打掃時，擦地板時一時不注意把臉埋進沙依的裙子，為了補償而簽下了「慰謝料として、クラス替えまでおやつを自分に渡すこと」的契約書。この時から関係を持つようになり、中学進学後に一方的にサヨに交際を申し込み、彼女は根負けして付き合い始めることとなった。現在交往約半年。榎的哥哥稱他為「生粋的M」。
第3卷由真木扮演，解救沙依違反校規的危機。
园部阳菜子通称「陽菜」
鈴的同學。雖然第一卷時就出場、但公佈姓名是在「Manga Time」2013年3月号掲載的特別編。
入學式後，自我介紹時にキョドりまくったスズのサポートをして以来仲良くなり、彼女を支えている。ひとりっ子だが、スズに対して「まるで妹ができたみたい」な感覚になっている。
立花（配音：布萊德庫特·莎拉·惠美）
3年生。放送部部長。普段はおとなしいが、マイクを持つと饒舌になる。
杉原雅（配音：新井里美）
藤女的女性教師。榎、沙依的導師，原新聞社的顧問。性格はズボラで、不知道為什麼常常肚子餓。字が汚い。喜歡玩遊戲でサヨとよく対戦するが、輸掉時會發脾氣。生徒に対しては基本的には放置するタイプだが、規律にうるさい他教師と比べて生徒に理解を示している。「狭いところで寝転がる」ことが趣味で、新聞同好会の部室のソファの裏でくつろいでいたところに、同好会の会話によって「生徒会の恋愛研究」を知るところとなり、弱みを握られた生徒会は杉原が担当していた「星見会」の企画を丸投げされてしまった。
坂上（配音：氷上恭子）
藤女的女性教師。負責擔任風紀指導，對莉子來說是天敵。
桂木（配音：達依久子）
藤女的女性教師與學生会顧問。公式ガイドブック記載為「柏木」。
达克（配音：赤崎千夏）
真木用來戀愛練習用的畫著理想中的男性的自制抱枕，圖案為穿著学生服的少年、その顔は「もじゃもじゃ頭・どんぐりマナコにたらこ唇」とド下手。在沙依知曉它的存在之後，鈴以「達邦・達巴達巴男爵」替它命名，但莉子以「伯爵」、真木以「侯爵」、沙依以「公爵」稱呼，因此名稱還未固定下來。
動畫版中出現被真木當成妄想對象的擬人化場面。
入君辰巳（配音：櫻井敏治）
「要君塾」塾長。以前就認識真木的父親。個性豁達開朗，最初也用「樣」來稱呼雅臣（後來改成「雅臣同學」）。真木與ヤンの仲を暖かく見守っている。
很會替學生著想，煙火大会時曾經提早結束課程。

## 用語
藤崎女子中学
常简称为“藤女”，学校法人名為「藤崎女学園」。從幼稚園（幼稚舎）到高校（大学以上不明）皆具備的女子教育名門。作品中该校创立有100多年。在作品中迎接創立100周年。坐落于「夏原市」。校規非常嚴格，禁止男女交往，禁止外出购买食品（莉子與真木到速食店時更换穿着），禁止带手机。也没出现骑自行车通勤的情况。
校服为绿色裙子加黄色上衣。
由于学生居住分布范围广，允许使用公共交通通勤。此外莉子與小鈴持有IC卡。

補習班，被莉子的母親用「讓莉子能夠考上藤女的奇跡之塾」形容。
交流会
市內各中學在暑假所舉辦的學生會交流會，藤女首次參加。

## 書誌情報

### 单行本
| 卷數 | 芳文社         | 芳文社                 | 東立出版社    | 東立出版社             |
| 卷數 | 初版發售日期   | ISBN                   | 初版發售日期  | ISBN                   |
| ---- | -------------- | ---------------------- | ------------- | ---------------------- |
| 1    | 2008年3月7日   | ISBN 978-4-8322-6619-3 | 2013年12月9日 | ISBN 978-986-337-291-2 |
| 2    | 2009年1月7日   | ISBN 978-4-8322-6706-0 | 2014年4月3日  | ISBN 978-986-337-292-9 |
| 3    | 2009年7月7日   | ISBN 978-4-8322-6757-2 | 2014年6月10日 | ISBN 978-986-337-293-6 |
| 4    | 2009年12月26日 | ISBN 978-4-8322-6807-4 |               |                        |
| 5    | 2010年11月6日  | ISBN 978-4-8322-6904-0 |               |                        |
| 6    | 2011年10月7日  | ISBN 978-4-8322-5008-6 |               |                        |
| 7    | 2012年11月22日 | ISBN 978-4-8322-5134-2 |               |                        |
| 8    | 2013年7月4日   | ISBN 978-4-8322-5202-8 |               |                        |
| 9    | 2013年9月5日   | ISBN 978-4-8322-5221-9 |               |                        |
| 10   | 2014年9月5日   | ISBN 978-4-8322-5318-6 |               |                        |
| 11   | 2015年8月7日   | ISBN 978-4-8322-5407-7 |               |                        |
| 12   | 2016年11月7日  | ISBN 978-4-8322-5531-9 |               |                        |
| 13   | 2017年9月7日   | ISBN 978-4-8322-5621-7 |               |                        |
| 14   | 2018年11月7日  | ISBN 978-4-8322-5727-6 |               |                        |
| 15   | 2020年1月7日   | ISBN 978-4-8322-5776-4 |               |                        |

### 關連書籍
- 恋愛ラボ公式ガイドブック（まんがタイム2013年8月号増刊、2013年8月25日發行・2013年6月17日發售）
- 恋愛ラボ～恋愛研究レポート～（2020年9月7日發售）

## 廣播劇CD
2009年12月23日發售。
- 編號：FCCC-0168
- 發售・販售：Frontier Works
- 製作協力：日本Geneon環球娛樂
- 初回特典：少女莉子&真木真木雄貼紙

### 責任聲優
主要的聲優如同上述。這邊記述的是這些以外的聲優。
- 女學生1 - 寺本來可
- 同級生[注 22] - 平田真菜
- 老師1 - 葉山郁美
  - 其他、原作宮原與「臨時演員」[注 23]。

### 内容
全部都是作者原創的小故事。
- 第1話 藤崎女子中學學生會
- 第2話 戀愛研究的日子……
- 第3話 必勝必殺的讀書術♪
- 附錄1 ご乱心・ワイルドの君
- 附錄2 來自意見箱的訊息
- 附錄Track（談出演聲優對於「理想約會」的看法）

## 電視動畫
2013年7月開始於『Animeism』第2部（B2）中播放。主要製作人員及製作公司與電視動畫『輕鬆百合』相同。另外，每日放送製作作品中相當罕見的是AT-X也加入製作委員會。
播出前的6月24日於芳文社本社有和『黃金拼圖』一起的巨大廣告看板。

### 製作人員
- 原作：宮原るり（芳文社「まんがタイムスペシャル」連載）
- 監督：太田雅彦
- 副監督：大隈孝晴
- 系列構成：青島崇
- 角色設計：中島千明
- 道具設計：高野綾、尾尻進矢、松本惠
- 美術監督：鈴木俊輔
- 色彩設計：真壁源太
- 撮影監督：伊藤邦彦
- 編集：小野寺絵美
- 音響監督：蝦名恭範
- 音楽：三澤康広
- 音楽制作：Aniplex
- 製作人：鳥羽洋典、櫻井嗣治、南寬将、遠藤哲哉、金庭こず恵、鎌田肇、丸山博雄
- 動畫制作：動画工房
- 製作：Aniplex、芳文社、AT-X、電通、Movic、動画工房、MBS[注 24]

### 主題曲／劇中曲
片頭曲
作詞：ENA☆，作曲、編曲：y0c1e，歌：藤女生徒会執行部（沼倉愛美、赤崎千夏、水瀨祈、佐倉綾音、大地葉）
片尾曲「Best FriendS」
作詞：ENA☆，作曲、編曲：千葉"naotyu-"直樹，歌：藤女生徒会執行部（沼倉愛美、赤崎千夏、水瀨祈、佐倉綾音、大地葉）
劇中曲
作詞：宮原琉璃，作曲、編曲：三澤康廣，歌：真木的父親（楠大典）

### 各話列表
| 話数 | 日文標題 | 中文標題                       | 脚本     | 分鏡     | 演出     | 作画監督                                         | 總作画監督      |
| ---- | -------- | ------------------------------ | -------- | -------- | -------- | ------------------------------------------------ | --------------- |
| #01  |          | 相遇的二人                     | 青島崇   | 太田雅彦 | 太田雅彦 | 中島千明 高野綾                                  | 中島千明        |
| #02  |          | 害羞的人、冷酷與變態？         | 子安秀明 | 三原武憲 | 矢野孝典 | 大田謙治                                         | 尾尻進矢        |
| #03  |          | 宣戰布告的沙依與小榎           | 杉原研二 | 太田雅彥 | 荒井省吾 |                                                  | 高野綾          |
| #04  |          | 戀愛研究再次開始！本以為如此…… | 鴻野貴光 | 畑博之   | 矢花馨   | 菊永千里                                         | 尾尻進矢        |
| #05  |          | 這裡是藤女戀愛放送局           | 青島崇   | 太田雅彥 | 藤原佳幸 | 吉田奏子、渡邉祐記 尾尻進矢、                    | -               |
| #06  |          | 最差勁傳說莉子                 | 子安秀明 | 三原武憲 | 高橋修   | 青山正宣 松尾真彥                                | 高野綾 中島千明 |
| #07  |          | 來到倉橋家                     | 杉原研二 | 矢花馨   | 越田知明 | 本田敬一                                         | 中島千明 高野綾 |
| #08  |          | 給野性的你…                    | 鴻野貴光 | 三原武憲 | 福本潔   | 尾尻進矢、吉田泰子 菊永千里、高野綾 Kim Hee-gang | -               |
| #09  |          | 那個笑容……                     | 青島崇   | 太田雅彥 | 荒井省吾 | 、狩野正志 尾尻進矢、菊永千里                    | 高野綾          |
| #10  |          | 學生會精選集（新拍攝）         | 子安秀明 | 誌村宏明 | 守田藝成 | 辻智子、上竹哲郎                                 | 中島千明        |
| #11  |          | 戀愛研究所？                   | 杉原研二 | 三原武憲 | 矢花馨   | 菊永千里                                         | 尾尻進矢        |
| #12  |          | 請永遠當我的朋友               | 鴻野貴光 | 小澤一浩 | 藤原佳幸 | 吉田奏子、高野綾                                 | -               |
| #13  |          | 大家的手疊在一起               | 青島崇   | 太田雅彥 | 荒井省吾 | 、伊藤大翼 尾尻進矢、吉田尚人 市原圭子、立口德孝 | -               |

### 播映電視台
日本深夜動畫：下文記載的日本国内播放時間使用日本標準時間（UTC+9）表示。因為部分時間标识會採用30小时制，因此請留意这类超过24:00的时间，其實際播放時間為翌日清晨。
| 播放地區   | 播放電視台   | 播放日期              | 播放時間                  | 所屬聯播網          | 備註                 |
| ---------- | ------------ | --------------------- | ------------------------- | ------------------- | -------------------- |
| 近畿廣域圈 | 每日放送     | 2013年7月4日－9月26日 | 星期四 26時05分－26時35分 | 日本新聞網          | 製作局 Animeism第2部 |
| 關東廣域圈 | TBS電視台    | 2013年7月5日－9月27日 | 星期五 26時25分－26時55分 | 日本新聞網          |                      |
| 中京廣域圈 | 中部日本放送 | 2013年7月5日－9月27日 | 星期五 27時10分－27時40分 | 日本新聞網          |                      |
| 日本全域   | AT-X         | 2013年7月13日－       | 星期六 20時00分－20時30分 | 衛星電視            | 製作局 有重播        |
| 日本全域   | BS-TBS       | 2013年7月13日－       | 星期六 24時30分－25時00分 | 日本新聞網 衛星電視 |                      |
| 日本全域   | NICONICO直播 | 2013年7月14日－       | 星期日 22時30分－23時00分 | 網絡電視            |                      |
| 日本全域   | NICONICO頻道 | 2013年7月14日－       | 星期日 23時00分 更新      | 網絡電視            | 最新話1週間免費      |

### Blu-ray/DVD
| 卷 | 售賣日         | 收錄話         | 規格編號     | 規格編號     | 規格編號  |
| 卷 | 售賣日         | 收錄話         | BD限定版     | DVD限定版    | DVD通常版 |
| -- | -------------- | -------------- | ------------ | ------------ | --------- |
| 1  | 2013年9月20日  | 第1話          | ANZX-9161/62 | ANZB-9161/62 | ANSB-9161 |
| 2  | 2013年10月25日 | 第2話－第3話   | ANZX-9163/64 | ANZB-9163/64 | ANSB-9163 |
| 3  | 2013年11月29日 | 第4話－第5話   | ANZX-9165/66 | ANZB-9165/66 | ANSB-9165 |
| 4  | 2013年12月27日 | 第6話－第7話   | ANZX-9167/68 | ANZB-9167/68 | ANSB-9167 |
| 5  | 2014年1月31日  | 第8話－第9話   | ANZX-9169/70 | ANZB-9169/70 | ANSB-9169 |
| 6  | 2014年2月28日  | 第10話－第11話 | ANZX-9171/72 | ANZB-9171/72 | ANSB-9171 |
| 7  | 2014年3月28日  | 第12話－第13話 | ANZX-9173/74 | ANZB-9173/74 | ANSB-9173 |

## 廣播
2013年6月開始、以『戀愛研究所RADIO』為標題，在北陸放送、ぎふチャン（岐阜放送）、HiBiKi Radio Station（網路配信）播放中。主持人是倉橋莉子的聲優沼倉愛美與真木夏緒的聲優赤崎千夏。

### 嘉賓
- 水瀨祈（第4回・棚橋鈴音役）
- 大地葉（第8回・水嶋沙依理役）

### 播放電台
| 播放地區 | 播放電台             | 播放期間                      | 播放日時                 | 播放系列     | 備註 |
| -------- | -------------------- | ----------------------------- | ------------------------ | ------------ | ---- |
| 岐阜県   | ぎふチャン           | 2013年6月16日 - 2014年3月30日 | 每個禮拜日 24:00 - 24:30 | 獨立放送局   |      |
| 石川縣   | MRO Radio            | 2013年6月16日 - 2014年3月30日 | 每個禮拜日 25:00 - 25:30 | JRN・NRN     | 製作 |
| 日本全域 | HiBiKi Radio Station | 2013年6月18日 - 2014年4月1日  | 每個禮拜二 更新          | 網路電台配信 | 製作 |

### CD
由響Music發售。
| 集數 | 發售日        | 收錄回數      |
| ---- | ------------- | ------------- |
| 1    | 2013年8月28日 | 第1回 - 第6回 |

## 脚注

## 外部連結
- 電視動畫「恋愛研究所」公式網站 （页面存档备份，存于） - Aniplex
- 電視動畫「恋愛研究所」節目網站 （页面存档备份，存于） - 每日放送（日語）
- 電視動畫「恋愛研究所」作品網站 - 動画工房（日語）
- 電視動畫「恋愛研究所」的X（前Twitter）
- 「恋愛研究所」動畫化決定特集頁面 - 芳文社（日語）
- 恋愛研究所RADIO （页面存档备份，存于） - HiBiKi Radio Station（日語）